# (18582) 1997 XK9
(18582) 1997 XK9 là một tiểu hành tinh nằm ở rìa trong của vành đai chính. Nó được phát hiện qua chương trình tiểu hành tinh Beijing Schmidt CCD ở trạm Xinglong ở tỉnh Hồ Bắc, Trung Quốc ngày 4 tháng 12 năm 1997.